# Kineska metasekvoja
Kineska metasekvoja (lat. Metasequoia glyptostroboides) vrsta je drveća iz porodice Cupressaceae. Listopadna je četinjače. Najbliži srodnici su: obalna sekvoja i golemi mamutovac. Zajedno čine potporodicu Sequoioideae.  
Metasekvoja je otkrivena u šumama Kine tek 1941. godine, a do tada je bila poznata i opisana samo kao fosilna vrsta te se vjerovalo da je odavno izumrla.
Ima visoku piramidalnu formu, kratke i meke iglice koje oblikuju prozračnu krošnju, koja zbog svoje svjetlozelene boje daje kontrast tamnijim četinjačama. Odlikuje se brzim rastom, pa za godinu dana može da naraste i do dva metra, a stablo može doseći do 35 metara visine. Glavne grane su horizontalne ili lagano rastu u stranu s mnogo izbojaka. Kora je prvo crvenkasto-smeđa i glatka, a kasnije postaje gruba i na kraju duboko ispucala. Pupovi su unakrsno raspoređeni na izbojku i smeđi. Iglice su mekane i imaju udubljenje na vrhu. Svijetlo-zelene su boje na obje strane. Korijenov sustav sastoji se od dubokog glavnog korijena i brojnog bočnog korijenja, koje se grana. 
Kineska metasekvoja raste u brdima u središnjoj kineskoj provinciji Sečuan. Raste uglavnom u mješovitim šumama bjelogorice i crnogorice te na vlažnom tlu bogatom mineralima. Cijenjeno je ukrasno drveće i nalazi se u parkovima i arboretumima širom svijeta. Ima je i u Hrvatskoj u Botaničkom vrtu PMF-a u Zagrebu.

## Galerija
- Deblo i kora
- Iglice
- Plod
- List pod mikroskopom

## Sinonimi
- Metasequoia glyptostroboides var. caespitosa Y.H.Long & Y.Wu
- Metasequoia glyptostroboides subsp. caespitosa (Y.H.Long & Y.Wu) Silba
- Metasequoia glyptostroboides subsp. neopangaea (Silba) Silba